# Пичугин, Михаил Сергеевич
Михаил Сергеевич Пичугин (1925—2002) — полковник Советской Армии, участник Великой Отечественной войны, Герой Советского Союза (1945).

## Биография
Родился 25 сентября 1925 года на хуторе Рогачи (ныне — Даниловский район Волгоградской области). После окончания семи классов школы работал в колхозе. В 1943 году Пичугин был призван на службу в Рабоче-крестьянскую Красную Армию. С 1944 года — на фронтах Великой Отечественной войны.
К январю 1945 года старший сержант Михаил Пичугин был радистом-пулемётчиком танка 108-й танковой бригады (9-го танкового корпуса, 1-го Белорусского фронта). Отличился во время освобождения Польши. 29 января 1945 года экипаж Пичугина переправился через Одер в районе населённого пункта Одерек (ныне — Циганице к югу от Сулехува) и принял активное участие в боях за захват и удержание плацдарма, в течение девяти дней отражая немецкие контратаки, продержавшись до переправы основных сил.
Указом Президиума Верховного Совета СССР от 24 марта 1945 года старший сержант Михаил Пичугин был удостоен высокого звания Героя Советского Союза с вручением ордена Ленина и медали «Золотая Звезда».
После окончания войны Пичугин продолжил службу в Советской Армии. В 1947 году он окончил Сызранское танковое училище, в 1948 году — Киевское Краснознаменное объединённое училище самоходной артиллерии. В 1976 году в звании полковника Пичугин был уволен в запас. Проживал и работал в Житомире.
Скончался 24 апреля 2002 года. Похоронен на Корбутовском кладбище Житомира.

## Награды
Был также награждён орденами Отечественной войны 1-й и 2-й степеней, рядом медалей, а также украинским орденом Богдана Хмельницкого III степени (5.05.1999).